# Avid Technology
Avid Technology, Inc. ist eine US-amerikanische Aktiengesellschaft mit Sitz in Burlington, Massachusetts (USA), die Software und Hardware für die Medienproduktion herstellt. Die deutsche Niederlassung befindet sich in München.
Zu Avids Kernprodukten zählen die Videobearbeitungssoftware Media Composer (im praktischen Sprachgebrauch Avid betitelt), Pro Tools, eine Digital Audio Workstation und Sibelius, ein Notensatzprogramm. Produkte des Unternehmens wurden mit mehreren Emmy Awards sowie 1998 mit einem Oscar in der Kategorie Wissenschaft und Technik prämiert.

## Historie

Altes Logo

Avid wurde 1987 gegründet. Das Unternehmen ist seit 1993 börsennotiert. Seither zeichnet sich die Firmenpolitik durch Aufkaufen und Verkaufen branchenverwandter Firmen aus. Eingeleitet wurde dieser Trend 1995 mit der Übernahme von Digidesign, dem damaligen Hersteller von Pro Tools.
Im Jahr 2004 kaufte Avid für 165 Millionen US-Dollar die Firma Midiman Inc., bekannt unter dem Markennamen M-Audio. Ein Jahr später übernahm AVID auch den Konkurrenten Pinnacle Systems Inc. Der Preis hierfür: 462 Millionen US-Dollar.
2006 wurde die Sibelius Software Ltd. der Brüder Finn für geschätzte 23 Millionen US-Dollar aufgekauft. Im Januar 2010 übernahm Avid die in Kaiserslautern sitzende Blue Order Technologies.
Die bekanntesten AVID-Marken sind zu diesem Zeitpunkt AVID-Video, Avid-Audio, M-Audio (M-Powered Protools-Software, Hardware), Sibelius (Notensoftware), Pinnacle, Sundance Digital (Broadcast-Systeme), Euphonix Inc. (digitale Mischpulte). Die Produktpalette umfasst somit Software und Hardware für Film, Audio, 2D- und 3D-Animation, Spezialeffekte, Videospiele und Streaming Media.
Am 2. Juli 2012 verkündete Avid umfassende Firmenumstrukturierungen aufgrund anhaltender Quartalsverluste: Im Rahmen dessen wurde die Sparte M-Audio für 17 Millionen US-Dollar an die Firma inMusic, die Mutterfirma von Akai Professional und Alesis verkauft. InMusic wickelt den Vertrieb von M-Audio seitdem über seine eigenen Vertriebswege ab. Des Weiteren wurde die Marke Pinnacle mitsamt Avid Studio an die kanadische Corel Corporation verkauft. Damit zog sich Avid größtenteils aus dem Privatkundengeschäft zurück, um sich zukünftig vermehrt seinen Kernkompetenzen zu widmen.

## Produkte
- MBOX Studio